# آیتا سوزری
آیتا سوزری (به ترکی استانبولی: Ayta Sözeri) (زاده ۳۱ مارس ۱۹۷۶) بازیگر و موسیقی‌دان ترک است
او یک زن ترنس است.
از فیلم‌های معروف او می‌توان به بازی در مجموعه تلویزیونی از هم پاشیده اشاره کرد.